# Conure dorée
Guaruba guarouba
Genre
Espèce
Répartition géographique
Statut de conservation UICN

 VU A2cd+3cd+4cd; C2a(ii) : Vulnérable
Statut CITES
La Conure dorée (Guaruba guarouba) est une espèce d'oiseau de la famille des Psittacidae, endémique du Brésil.
Cette espèce est la seule du genre Guaruba. Elle est parfois classée dans le genre Aratinga qui comprend d'autres espèces.

## Description
Comme l'indique son nom, la Conure dorée arbore un plumage essentiellement jaune vif, agrémenté par des couvertures primaires et secondaires vert foncé. Les cercles oculaires sont blancs, le bec grisâtre, les iris bruns et les pattes roses. Cet oiseau mesure près de 34 cm.
Les juvéniles sont plus ternes et ont un plumage moins jaune et plus vert que les adultes. la tête et le cou sont souvent verts, le dos est vert et jaune, la partie supérieure de la queue est principalement verte, la poitrine est verdâtre et les pattes sont brunes.
L'espèce est protégée et classée en Annexe I de la Convention de Washington depuis 1975. Elle appartient au groupe des 12 espèces de perroquets les plus menacées de disparition.

## Habitat
La Conure dorée peuple les forêts primaires tropicales d'Amérique du sud.

## Comportement
Cet oiseau est plutôt erratique[réf. nécessaire].

## Alimentation
La Conure dorée consomme des fruits, des baies, des graines et des noix.

## Reproduction

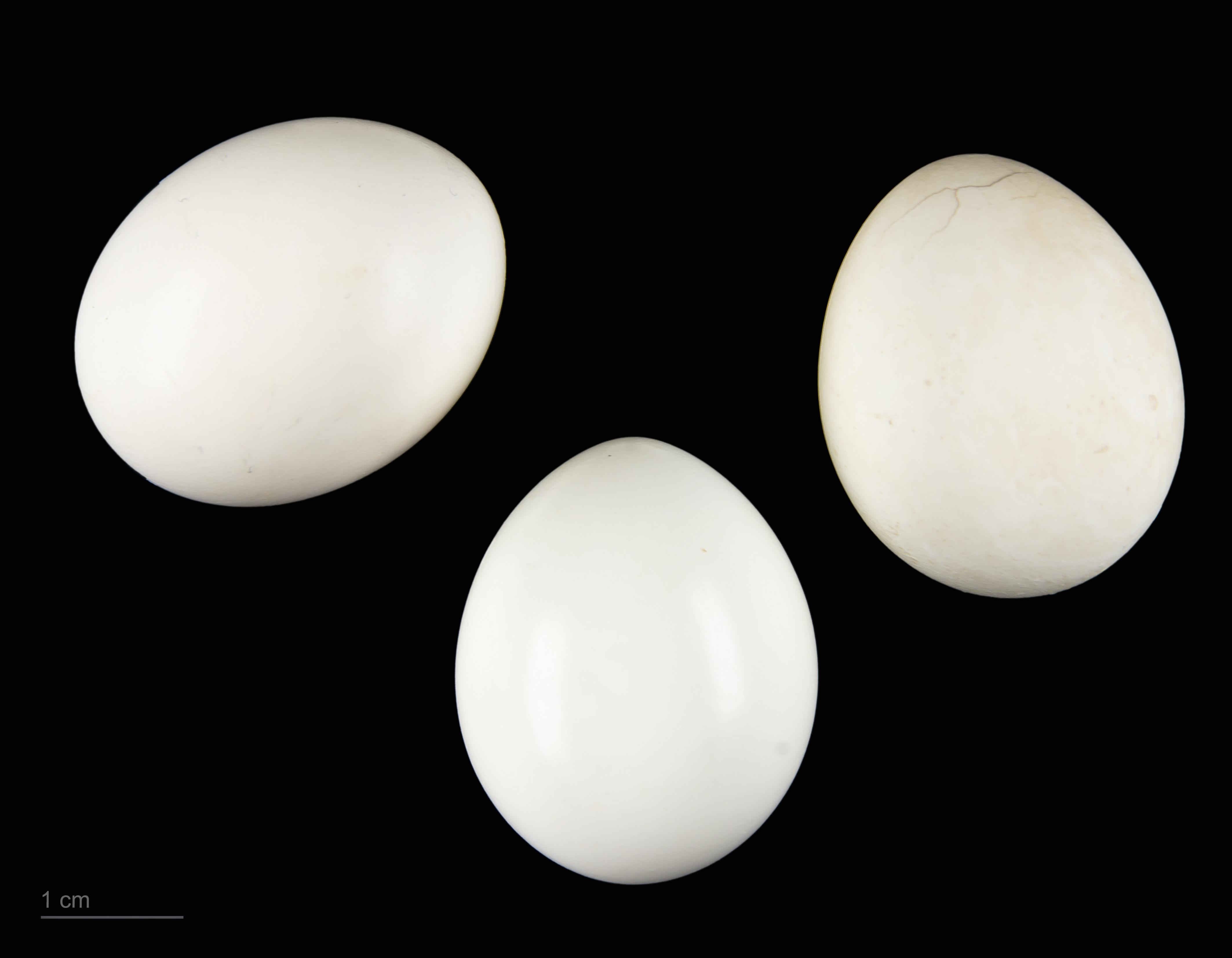
œufs de Guaruba guarouba - Muséum de Toulouse

Cette espèce se reproduirait de la fin de l'automne au début de l'hiver mais ces informations demandent confirmation.

## Répartition
La Conure dorée est endémique de l'Amazonie brésilienne. Elle est en danger d'extinction.

## Captivité
En captivité, les couples reproducteurs sont peu nombreux. L'un d'entre eux vit au Busch Garden de Tampa (Floride) et détient le record de procréation avec 30 jeunes dont 5 élevés par les parents.